# Andrew W.K.
Andrew W.K. (echte naam Andrew Fetterly Wilkes-Krier, Stanford, 9 mei 1979) is een multi-instrumentalist uit de Verenigde Staten. Zo is hij zanger, gitarist, bassist, drummer, pianist, keyboardspeler, tekstschrijver en producent. Ook is hij presentator van een televisieprogramma, columnist en auteur van diverse boeken.

## Biografie
Andrew W.K. is geboren in Stanford, Californië en groeide op in Ann Arbor, Michigan. Op zijn vierde jaar kreeg hij al pianolessen op school en op privéscholen.
Op zijn 13e jaar, in 1993, kwam hij bij de band 'Reverse Polarity'. Later speelde en zong hij in vele andere bands, totdat hij in 2001 zijn solocarrière begon. Naast zijn albums verscheen hij ook in films en in televisieprogramma's, zoals The Osbournes en in 2004 had hij op MTV2 zijn eigen tv-show, genaamd Your Friend, Andrew W.K. Ook verzorgt hij soundtracks van een aantal films, waaronder Old School, met het nummer Fun Night.

### 2021
Op 10 september bracht Andrew W.K. zijn zesde 'full length' studioalbum uit, God is Partying, 20 jaar na zijn debuutalbum I get Wet. Hoewel de titel anders doet vermoeden, is dit een serieus album, met stevige hardrock en metal, in een totaal andere stijl dan zijn andere albums. Het tweede nummer, Babalon, een van de singles, is een stevig metalnummer, waarmee Andrew W.K. een sterk visitekaartje afgeeft. Niet alle reviews zijn even positief, sommige vooral Engelstalige recensenten, missen de partynummers, waarmee Andrew W.K. bekend werd. Andrew W.K. bespeelt op dit album zelf alle instrumenten en is de tekstschrijver van alle tracks. Er is ook wat pianomuziek te horen, met invloeden van bekende voormalige (overleden) artiesten als Elvis Presley. In het blad Aardschok, wat in Nederland en België wordt uitgegeven, nr. "10-21" van oktober (deels ook van september), krijgt het album een plaatsje in "10x eremetaal", de volgens de redactie tien beste albums van de maand, na het album van de maand.
De kledingstijl van Andrew W.K. tijdens optredens en op albumhoezen is in twintig jaar onveranderd, hij draagt nog steeds een witte broek, vaak witte sneakers met een groot zwart horloge, een wit shirt, waar zijn sterk ontwikkelde biceps goed te zien zijn. De eerste albumhoes bevatte een foto van Andrew W.K. met een (zogenaamde) bloedneus en op het album uit 2021, God is Partying ligt Andrew W.K. in de goot, in dezelfde soort witte kleding, maar dan met vlekken in zijn broek, vooral een geelgroene vlek bij zijn kruis. Bij optredens is zijn kleding afwisselend schoon of bewust van vlekken voorzien. Bij sommige videoclips op YouTube staat een korte mededeling dat Andrew W.K. niemand 'evil' (kwaadaardigheid) toewenst, zoals te zien is in vele van zijn clips en te horen is in zijn teksten, die soms antichristelijk zijn en niet al te serieus zijn. De meeste nummers van Andrew W.K. (vooral van voorgaande albums) gaan echter over 'partying' en 'fun', waarbij hij de nadruk legt op de pieken en dalen in het leven, waarvan de dalen soms nodig zijn om de pieken te bereiken en te feesten. Vooral op het album You're Not Alone uit 2018, zijn er gesproken stukken tussen zijn songs, om mensen te motiveren het meeste uit het leven te halen en de obstakels in het leven als uitdaging te zien om verder te komen.

## Discografie

### Albums
- I Get Wet (2001, Island Records)
- The Wolf (2003, Island Records)
- Close Calls With Brick Walls (2006, Japanse en Zuid-Koreaanse import)
- The Japan Covers (2008, Japanse import)
- 55 Cadillac (2009) - pianomuziek, alleen op vinyl (elpee) uitgegeven
- Gundam Rock (2009) - Engelstalig coveralbum met Gundamrock van Japanse animemuziek
- You're Not Alone (2018)
- God is Partying (2021), 10 september[1]

### Ep's
- AWKGOJ "Girls Own Juice" (ep, 2000, Bulb Records)
- Party Til You Puke (ep, 2000, Bulb Records)

### Verzamelalbums
- The Very Best So Far (2008, Japanse import)
- Premium Collection (2008, Japanse import)

### Singles
- Room to Breathe (uitgebracht onder zijn volledige naam: Andrew Wilkes-Krier, 1998, Hanson Records)
- You Are What You Eat (een wel opgenomen, maar nooit officieel uitgebrachte single)
- Party Hard (oktober 2001) - nr. 19 (UK Top 40 Charts)
- She Is Beautiful (begin 2002) - nr. 26 (UK Top 40 Chart)
- Fun Night (medio 2002)
- We Want Fun (december 2002)
- Tear It Up (zomer 2003)
- Never Let Down (september 2003)
- Long Live the Party (2003, alleen in Japan uitgegeven)
- I'm A Vagabond (7" vinyl single) (februari 2010) gelimiteerde oplage
- Go Go Go Go (1 november 2011)
- Music Is Worth Living For (12 januari 2018)
- Ever Again (29 januari 2018)
- Babalon (17 februari 2021)
- I'm in Heaven (6 mei 2021)

### Dvd
- Tear It Up - dvd (2003) - inclusief Andrew W.K.-muziekvideo's en concertopnamen
- The Wolf - bonus-dvd (2003) - Japanse importversie, met veel beelden van achter de schermen
- Who Knows? (2006) - liveconcert
- Close Calls with Brick Walls - bonus-dvd (2006) - Japanse importversie

### Film en televisie soundtracks
- Out Cold - "She Is Beautiful"
- Jackass: The Movie - "We Want Fun"
- Stealing Harvard - "Party Hard"
- Old School - "Fun Night"
- Freaky Friday - "She Is Beautiful"
- Masters of Horror (Soundtrack) - "You Will Remember Tonight"
- American Pie Presents: Band Camp - "She Is Beautiful"
- Aqua Teen Hunger Force Colon Movie Film for Theaters (film) - "Party Party Party"
- Hellsing Ultimate Abridged' - "Party Party Party" & "Get ready to die"

### Diversen
- Fortune Dove - ep van Wolf Eyes (2000), producer/mix
- Ozzfest live 2002 - Album - "She Is Beautiful" (live met Kelly Osbourne, compilatie)
- Électricité" - door Mike Pachelli - met Andrew W.K. op piano (2007)[4]
- Noon And Eternity - album van To Live And Shave In L.A. (2006), producer/mix
- Safe Inside The Day - door Baby Dee - met Andrew W.K. op drums en basgitaar (2008), gastmuzikant

## Bandleden (live)
- Andrew W.K. – zang, diverse instrumenten
- Erik Payne – gitaar, achtergrondzang (1999–heden)
- Gregg Roberts – basgitaar, achtergrondzang (1999–heden)
- Dave Pino – gitaar, achtergrondzang (2012–heden)
- Amanda Lepre – gitaar, achtergrondzang (2016–heden)
- Clark Kegley – drums (2016–heden)

## Voormalige bandleden (live) / selectie
- Richard Russo - drums
- Jimmy Coup - gitaar
- Frank Werner - gitaar
- Ken Andrews - gitaar
- Donald Tardy - drums

- Bibsys: 14032746
- Biblioteca Nacional de España: XX1695940
- Bibliothèque nationale de France: cb140490779 (data)
- Gemeinsame Normdatei: 135260191
- International Standard Name Identifier: 0000 0000 5519 3090
- Library of Congress Control Number: no2002000107
- MusicBrainz: ef2d4a1c-195e-41f4-839e-bdfd3f85adc3
- Bibliotheek van het Japanse parlement: 01161993
- Nationale Bibliotheek van Tsjechië: xx0251303
- Istituto Centrale per il Catalogo Unico: DDSV133156
- Virtual International Authority File: 69132094
- WorldCat: E39PBJvRXQX6YmBw7CXgvHXmVC